# Gliny (powiat chełmski)
Gliny – kolonia w Polsce położona w województwie lubelskim, w powiecie chełmskim, w gminie Siedliszcze.
W latach 1975–1998 miejscowość administracyjnie należała do województwa chełmskiego. 
Według Narodowego Spisu Powszechnego (III 2011 r.) liczyła 34 mieszkańców i była 29. co do wielkości miejscowością gminy Siedliszcze.

## Historia
Wieś wymieniona z nazwy w 1839 roku. Według Słownika geograficznego Królestwa Polskiego z roku 1881 Gliny stanowiły folwark w powiecie chełmskim, gminie Cyców, parafii Świerszczów.